# Mathieu Kassovitz

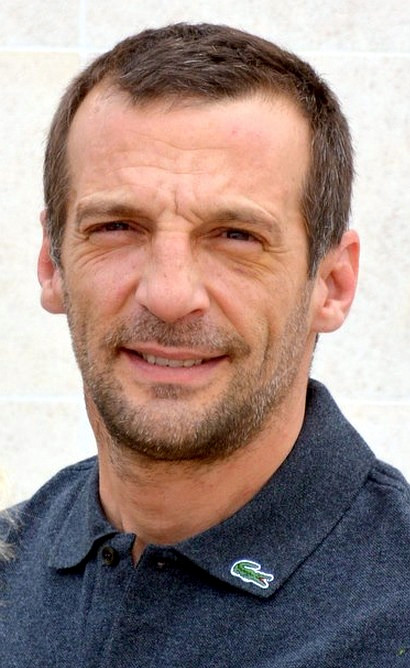
Mathieu Kassovitz bei den Filmfestspielen von Cannes 2017

Mathieu Kassovitz (* 3. August 1967 in Paris) ist ein französischer Schauspieler, Filmregisseur und Drehbuchautor.

## Leben
Mathieu Kassovitz ist der Sohn des französischen Regisseurs Peter Kassovitz, eines jüdischen Immigranten aus Ungarn, und einer französischen Katholikin.
Kassovitz erhielt den Preis als bester Regisseur des Cannes Film Festival 1995; sein Film Hass gewann den César in der Kategorie Bester Film. Bekannt wurde Kassovitz auch als Regisseur der Filme Die purpurnen Flüsse mit  Jean Reno und Gothika mit Halle Berry und Penélope Cruz. Als Schauspieler ist Kassovitz vor allem für seine Rolle als Nino im Film Die fabelhafte Welt der Amélie sowie als Pater Riccardo in Costa-Gavras’ Der Stellvertreter bekannt.
Kassovitz war mit der Schauspielerin Julie Mauduech verheiratet, die von den Antillen stammt und in zwei seiner Filme auftrat. Mit ihr hat er eine Tochter. Später wurde er Lebensgefährte des Mannequins Aurore Lagache, mit der er zwei Kinder hat. Von 2014 bis 2019 war er liiert mit Aude Legastelois Bidé.

## Filmografie (Auswahl)
Als Regisseur
- 1993: Lola liebt’s schwarzweiß (Métisse)
- 1995: Hass (La haine)
- 1997: Assassin(s)
- 2000: Die purpurnen Flüsse (Les rivières pourpres)
- 2003: Gothika
- 2008: Babylon A.D.
- 2011: Rebellion (L’ordre et la morale)

Als Darsteller
- 1981: Heirate mich nicht, Chérie (L’année prochaine … si tout va bien)
- 1993: Lola liebt’s schwarzweiß (Métisse)
- 1994: Wenn Männer fallen (Regarde les hommes tomber)
- 1995: Die Stadt der verlorenen Kinder (La cité des enfants perdus)
- 1995: Hass (La haine)
- 1996: Mein Mann – Für deine Liebe mach’ ich alles (Mon homme)
- 1996: Das Leben: Eine Lüge (Un héros très discret)
- 1997: Das fünfte Element (The Fifth Element)
- 1999: Jakob der Lügner (Jakob the Liar)
- 2001: Die fabelhafte Welt der Amélie (Le fabuleux destin d’Amélie Poulain)
- 2001: Birthday Girl – Braut auf Bestellung (Birthday Girl)
- 2002: Asterix & Obelix: Mission Kleopatra (Astérix & Obélix: Mission Cléopâtre)
- 2002: Der Stellvertreter (Amen.)
- 2005: München (Munich)
- 2006: Avida
- 2008: Louise Hires a Contract Killer (Louise-Michel)
- 2011: Rebellion (L’ordre et la morale)
- 2011: Haywire
- 2012: The Lookout – Tödlicher Hinterhalt (Le guetteur)
- 2013: Angélique
- 2017: Umso schöner (De plus belle)
- 2017: Happy End
- 2017: Valerian – Die Stadt der tausend Planeten (Valerian and the City of a Thousand Planets)
- 2019: The Wolf’s Call – Entscheidung in der Tiefe (Le chant du loup)
- 2019: Banlieusards – Du hast die Wahl (Banlieusards)
- 2021: Menschliche Dinge (Les choses humaines)
- 2022: L’Astronaute
- 2023: Visions – Tödliches Verlangen (Visions)
- 2024: Star Wars: Skeleton Crew (Fernsehserie, Episode 1x04)
- 2024: Furies